# Edmond Elalouf
Edmond Elalouf (né en 1930 à Fès, au Maroc) est une figure majeure du judaïsme français. Il a joué un rôle clé dans l’édification des institutions communautaires juives en France, notamment en tant que fondateur du musée d'Art et d'Histoire du judaïsme et du Centre Communautaire de Paris (aujourd'hui ECUJE).

## Biographie
Edmond Elalouf naît en 1930 dans une famille juive traditionnelle de dix enfants, au sein du mellah de Fès. Il grandit dans un environnement marqué par les traditions et l’enseignement religieux juif.
En 1946, il quitte le Maroc pour Paris où il suit une formation à l'École normale israélite orientale (ENIO) sous la direction du philosophe Emmanuel Levinas. Après ses études, il retourne au Maroc pour y exercer en tant qu'instituteur.
En 1956, il participe à la création d’un centre communautaire à Fès, une institution destinée à renforcer l’éducation et l’identité juive locale. Cependant, avec la montée des tensions et l’indépendance du Maroc, il est rapatrié en France en 1962.

## Engagement communautaire
Arrivé en France, il s’investit dans l’édification des structures communautaires juives. Il participe activement à la création du Département éducatif de la jeunesse juive (DEJJ) et du Centre Communautaire de Paris, qui deviendra un modèle pour d’autres centres communautaires en France.
En 1986, il est l’un des fondateurs du musée d'Art et d'Histoire du judaïsme (mahJ), un projet d’envergure visant à préserver et à promouvoir le patrimoine juif en France. Il dirige également la collection Présence du judaïsme aux éditions Albin Michel.

## Distinctions
Pour son engagement dans le développement des institutions juives en France, Edmond Elalouf a été fait Chevalier de la Légion d'honneur.

## Postérité
Il a été président d'honneur de l'Espace Culturel et Universitaire Juif d'Europe (ECUJE), successeur du Centre Communautaire de Paris. Son travail a marqué durablement la structuration de la communauté juive en France.